# Vlag van Biddinghuizen

Vlag van Biddinghuizen

De vlag van Biddinghuizen werd op 29 april 2006 tijdens Koninginnedag door het Nederlandse dorp Biddinghuizen in gebruik genomen. De vlag is ontworpen door Ina Tolsma. De blauwe kleur verwijst naar de lucht en water en de groene kleur verwijst naar de provincie Flevoland. De gebogen rode en gele lijnen aan weerszijden van de vlag verwijzen naar de tulpenvelden en avondzon boven het Veluwemeer. Linksboven is een witte silhouet van een ijsvogel opgenomen. De ijsvogel keert terug in 'de gouden ijsvogel': een erespeld van de dorpsvereniging voor een plaatsgenoot die veel voor Biddinghuizen heeft betekend.
Bant
· Biddinghuizen
· Creil
· Ens
· Espel
· Luttelgeest
· Marknesse
· Nagele
· Rutten
· Tollebeek